# Puerto Rico (Caquetá)
Puerto Rico è un comune della Colombia facente parte del dipartimento di Caquetá.
Il centro abitato venne fondato da Rafael Vargas nel 1882.